# Юган (король Данії)
Юган (2 лютого 1455 — 20 лютого 1513) — король Данії з 1481 до 1513 року (як король Ганс), Норвегії з 1483 до 1513 року (як король Ганс), Швеції з 1497 до 1501 року (як король Юган II), герцог Шлезвігу та Гольштейну з 1481 до 1513 року (як герцог Йоган). Походив з Ольденбурзької династії.

## Життєпис

### Молоді роки
Був сином Кристіана I, короля Данії, Норвегії та Швеції, й Доротеї Гогенцолерн. 1458 року Кристіан I під час засідань державних рад Норвегії та Швеції домігся обрання Югана співкоролем. Проте це була лише декларація. 1467 року Югана оголошено спадкоємцем данського трону, що підтвердила Державна рада королівства Данія. Загалом Юган брав участь у всіх заходах, що проводив його батько, й отримав при цьому необхідний політичний і військовий досвід.

### Правління
Після смерті батька 21 травня 1481 року Юган  став королем Данії. Проте в Норвегії владу перебрала на себе Державна рада. Почалися тривалі перемовини. До того ж Швеція також не квапилася з остаточним визнанням Югана своїм королем. 13 січня 1483 року в Гальмстаді розпочалася нарада данської та норвезької рад, тоді як шведська делегація не прибула.
18 травня 1483 р. в соборі Св. Марії в Копенгагені відбулася церемонія коронації Югана на короля Данії. Він був вимушений підписати виборну декларацію, що розширювала права знаті в Данії та Норвегії, і тільки після цього 20 липня 1483 р. він коронувався на короля Норвегії.
Тоді Юган поставив себе за мету відновити остаточно Кальмарську унію та здолати Ганзу. 1493 року він установив союзні відносини з Московією. Водночас проводив політику на послаблення позицій регента Швеції Стена Стуре Старшого.
Для зміцнення своїх позицій на Балтиці Юган наказав збудувати могутній данській флот, водночас намагався остаточно приєднати до Данії Шлезвіг та Гольштейн. Унаслідок цього в нього виникли непорозуміння з  братом Фредеріком. Кінець кінцем ці володіння поділено згідно з умовами угоди в Колундборзі.
Водночас політика на поширення впливу на Швецію дала свій результат: 1497 році Стен Стуре Старший зрікся регентства, а Юган коронувався на короля Швеції. 1500 року він вирішив також підкорити республіку Дітмаршен на заході Ютландії. Проте ця війна виявилася невдалою. Того самого року данська армія зазнала нищівної поразки при Гемінгштедті, що змусило короля Югана припинити цю війну. Невдачі у війні Данії з Дітмаршеном призвели до повстання у Швеції.
1501 року Стен Стуре Старший оголосив Швецію незалежним королівством. Тоді почалася війна короля Югана зі Швецією. Проте всі його намагання знову стати королем Швеції виявилися марними. До того ж Швецію підтримала Ганза, особливо місто Любек. 1506 року повстала Норвегія, однак сину Югана Кристіану вдалося її придушити. Найжорстокіші битви тривали протягом 1510—1512 років. Незважаючи на поразки на суходолі данському флоту вдалося зламати морську могутність Ганзи й змусити укласти вигідну для Данії угоду. Швеція залишилася в самотності. Новий шведський регент Стен Стуре Молодший, намагаючись виграти час, обіцяв підкоритися Юганові, проте обіцянки не виконав. Знову почалася війна.
1513 року стався нещасний випадок: король Юган упав з коня, внаслідок чого 20 лютого того самого року помер у місті Ольборг.

## Родина
Дружина — Христина (1461—1521), донька Ернста Ветіна, курфюрста Саксонського
Діти:
- Кристіан (1481—1559)
- Єлизавета (1485—1555) — дружина Йохіма I Гогенцолерна, курфюрста Бранденбурга
- Якоб (1484—1566), чернець